# Liste des membres d'AC/DC
 (décembre 2018).
Si vous disposez d'ouvrages ou d'articles de référence ou si vous connaissez des sites web de qualité traitant du thème abordé ici, merci de compléter l'article en donnant les références utiles à sa vérifiabilité et en les liant à la section « Notes et références ».

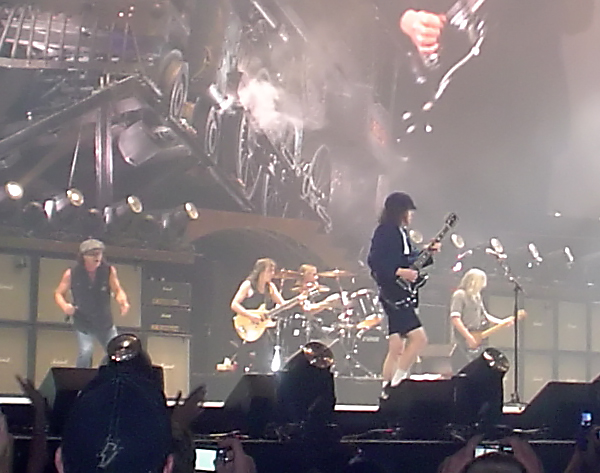
AC/DC à Tacoma, en 2009.

Ce qui suit est la liste complète des formations qu'AC/DC a eues, depuis sa création en 1973. Le premier single du groupe, Can I Sit Next to You, Girl, est publié après le départ de Van Kriedt, remplacé par un troisième frère Young, le producteur George, à la basse. AC/DC effectuera ensuite plusieurs changements, dont le départ d'Evans remplacé par Bon Scott le temps de leur premier album australien High Voltage, qui fait aussi participer George Young et le batteur de session Tony Currenti. Au début de 1975, le groupe se bâtit sur une formation composée d'Angus et Malcolm Young, Bon Scott, le bassiste Mark Evans et le batteur Phil Rudd.
Dennis Laughlin, manageur d'AC/DC à leurs débuts, a parfois remplacé Dave Evans (présent dans le groupe de novembre 1973 à septembre 1975) au chant. George Young, frère aîné d'Angus et Malcolm, ex-membre du groupe australien The Easybeats, et producteur d'AC/DC durant leurs premières années, a tenu la basse à plusieurs reprises : durant l'enregistrement de High Voltage et également lors de certains concerts entre janvier et février 1975 lorsque le groupe avait du mal à trouver un bassiste à temps plein. Certaines rumeurs veulent qu'il soit celui qui ait enregistré la cornemuse sur It's a Long Way to Top If You Wanna Rock'n'Roll, bien que Bon Scott ait affirmé l'avoir fait lui-même. Larry Van Kriedt a également joué occasionnellement du saxophone lors de certains concerts entre novembre 1973 et février 1975. Il a comme George Young occasionnellement tenu la basse en concert de janvier à février 1975. Phil Rudd s'étant blessé à la main en septembre 1975, Colin Burgess, membre fondateur du groupe, le remplace pendant quelques concerts.
En mai 1983, après le départ de Phil Rudd en pleine session d'enregistrement de l'album Flick of the Switch, B.J. Wilson est appelé pour compléter les prises de batterie, bien qu'officiellement seules les prises de Rudd furent utilisées lors du mixage. Lors de la tournée nord-américaine de 1988, Stevie Young remplace son oncle Malcolm, qui connaissait à l'époque des problèmes d'alcoolisme, parti en cure de désintoxication. Le remplacement de Cliff Williams en été 1991 par Paul Gregg lors du Razor's Edge North American Tour n'a jamais été confirmé par le groupe. Les raisons de l'indisponibilité de Williams sont également inconnues. Phil Rudd se déclarant indisponible à la dernière minute pour le tournage des clips de Rock or Bust, Bob Richards, ami de Stevie Young fut appelé en catastrophe pour le remplacer.
Le 7 mars 2016, lors du Rock or Bust World Tour, AC/DC annonce que Brian Johnson, conseillé par ses médecins, décide de ne plus assurer le chant lors des concerts du groupe, risquant une perte totale de son audition. Une partie des dates américaines sont donc reportées, le temps que le groupe trouve un remplaçant. Le 16 avril 2016, le groupe annonce que la tournée continuera avec Axl Rose, chanteur des Guns'n'Roses.

## Chronologie
Certains musiciens ne sont pas mentionnés dans le tableau : ceux qui ont rejoint le groupe pour une durée très limitée (Russel Coleman, Ron Carpenter, Paul Matters, Bruce Howe) et ceux engagés en tant que « remplaçants » (George Young, Paul Gregg, Bob Richards et Axl Rose).